# Chọn ai đây
Chọn ai đây (tiếng Anh: Who to Choose) là một trò chơi truyền hình dựa trên trò chơi Tic-tac-toe (cờ ca-rô) phổ biến trước đây, được mua bản quyền từ format Hollywood Squares đến từ NBC (Mỹ) (1964-80), do Đài Truyền hình Thành phố Hồ Chí Minh và công ty Đông Tây Promotion phối hợp sản xuất. Chương trình được sản xuất cùng với CBS Studios International của Paramount Global Content Distribution, công ty sở hữu định dạng này (King World Productions, hiện là một phần của Paramount, đã mua lại chương trình từ Orion trong vụ phá sản năm 1990).  Chương trình được phát sóng trên HTV7 từ ngày 2 tháng 5 năm 2020 và hiện đã phát sóng được 4 mùa. Hứa Minh Đạt hiện là người dẫn chính của chương trình từ mùa thứ 4, thay thế vị trí của Trường Giang trong 3 mùa đầu.
Mỗi tập gồm hai người chơi lần lượt đấu với nhau bằng cách chọn các ô trên bàn cờ ca-rô kích thước 3x3, mỗi ô tương ứng một nghệ sĩ, tượng trưng cho các nước cờ ca-rô X và O.

## Luật chơi

### Vòng loại
Hai người chơi thi đấu với nhau bằng cách ghép cặp, một người sẽ thi đấu ở vị trí X, một người sẽ thi đấu ở vị trí O và sẽ thi đấu luân phiên nhau. Khi đến lượt của mình, người chơi sẽ lựa chọn một trong 9 ô trên "bàn cờ ca-rô". Người cố vấn tương ứng với ô mà người chơi lựa chọn sẽ nhận được câu hỏi từ MC và phải đưa ra đáp án của mình. Nhiệm vụ của người chơi là "tin" hay "không tin" câu trả lời của cố vấn mà mình lựa chọn:
- Nếu người chơi tin cố vấn, tức là người chơi sẽ tin rằng đáp án cố vấn đưa ra trùng khớp với đáp án của chương trình.
- Nếu người chơi không tin cố vấn, tức là người chơi sẽ tin rằng đáp án cố vấn đưa ra không trùng khớp với đáp án của chương trình.

Đôi khi, người chơi có thể tự đưa ra đáp án của mình, thay vì "tin" hoặc "không tin" đáp án của ban cố vấn.
Nếu lựa chọn chính xác, một dấu của người chơi đó sẽ được điền vào vị trí mà mình đã lựa chọn. Nếu không, dấu của đối thủ sẽ được điền vào vị trí đó. Lưu ý rằng, khi một người chơi điền được hai dấu liên tiếp trên cùng một hàng (hoặc 4 dấu trên bàn cờ caro) và đối thủ lựa chọn vị trí mà dấu của mình điền vào sẽ giúp cho người chơi đó đạt được ba dấu liên tiếp (hoặc 5 dấu trên bàn cờ caro), nếu người chơi đó lựa chọn sai, dấu của mình sẽ không được điền vào vị trí đó. Khi đó, người chơi muốn điền được dấu vào vị trí này phải lựa chọn lại vị trí đó và đưa ra lựa chọn chính xác. Nếu người chơi điền được ba dấu liên tiếp trên cùng một hàng (ngang, dọc, chéo), người chơi sẽ giành chiến thắng. Trong trường hợp không ai điền được ba dấu liên tiếp thì người chơi điền được 5 dấu của mình trước trên bàn cờ ca-rô sẽ là người chiến thắng.
Người chơi giành chiến thắng vòng này sẽ được bước tiếp vào vòng đối đầu. Người chơi còn lại sẽ thi đấu trận đấu xếp hạng nhóm thua.

### Vòng dành cho nhóm thua
Đây là trận đấu của hai người chơi thua hai trận đấu vòng loại, luật chơi tương tự vòng loại. Người chơi giành chiến thắng vòng này sẽ ra về với 5 triệu đồng, người còn lại sẽ ra về với 4 triệu đồng.

### Vòng đối đầu
Đây là trận đấu của hai người chơi giành chiến thắng hai trận đấu vòng loại, luật chơi tương tự vòng loại. Người chơi giành chiến thắng vòng này sẽ được bước vào vòng đặc biệt, người còn lại sẽ ra về với 6 triệu đồng.

### Vòng đặc biệt
Ở vòng này, mỗi cố vấn của chương trình sẽ cầm một phong bì, trong đó có giá trị tiền thưởng từ 1 triệu đồng tới 10 triệu đồng (đôi khi sẽ có phong bì 50 triệu đồng). Người chơi sẽ lựa chọn một trong 9 ô trên bàn cờ ca-rô. Người cố vấn tương ứng với ô mà người chơi lựa chọn sẽ nhận được câu hỏi từ MC và phải đưa ra đáp án của mình. Nhiệm vụ của người chơi là "tin" hay "không tin" đáp án của cố vấn mà mình lựa chọn. Nếu lựa chọn chính xác, người chơi sẽ nhận được tiền thưởng tương ứng trong phong bì của cố vấn tương ứng với ô mà mình lựa chọn, ra về với 7 triệu cộng với số tiền trong phong bì đó. Nếu không, tiền thưởng đó sẽ không thuộc về người chơi, khi đó người chơi chỉ có thể ra về với 7 triệu đồng.
Số tiền thưởng cao nhất mà người chơi có thể có được trong chương trình (không tính sự xuất hiện của phong bì 50 triệu đồng) là 17 triệu đồng.

## Cơ cấu giải thưởng
| Vòng chơi          | Vòng chơi     | Số tiền thưởng ra về (đồng) | Số tiền thưởng ra về (đồng) | Số tiền thưởng ra về (đồng) | Số tiền thưởng ra về (đồng) |
| Vòng chơi          | Vòng chơi     | Mùa 1                       | Mùa 2 – tập 5 mùa 3         | Tập 6 – 23 mùa 3            | Mùa 4 –                     |
| ------------------ | ------------- | --------------------------- | --------------------------- | --------------------------- | --------------------------- |
| Vòng loại          | Vòng loại     | 5.000.000                   | 4.000.000                   | Không có                    | Không có                    |
| Dành cho nhóm thua | Thua          | Chưa có vòng này            | Chưa có vòng này            | 4.000.000                   | 4.000.000                   |
| Dành cho nhóm thua | Thắng         | Chưa có vòng này            | Chưa có vòng này            | 6.000.000                   | 5.000.000                   |
| Vòng đối đầu       | Vòng đối đầu  | 8.000.000                   | 6.000.000                   | 6.000.000                   | 6.000.000                   |
| Vòng đặc biệt      | Vòng đặc biệt | 10.000.000                  | 8.000.000                   | 8.000.000                   | 7.000.000                   |

Hiện đã có 8 người chơi nhận số tiền thưởng cao nhất ở vòng đặc biệt (không tính sự xuất hiện của phong bì 50 triệu đồng).

## Phát sóng
Chọn ai đây lên sóng lần đầu trên kênh HTV7 vào ngày 2 tháng 5 năm 2020, tiếp nối tập cuối của Tình khúc giao mùa mùa 2. Mùa thứ nhất được phát sóng lúc 21:00 thứ 7 hàng tuần. Từ mùa thứ 2, chương trình chuyển sang khung giờ 20:30 chủ nhật hàng tuần. Các tập phát sóng cũng được đăng tải lên kênh YouTube chính thức của nhà sản xuất sau khi được lên sóng truyền hình.

## Ban cố vấn
Trong suốt chương trình, ban cố vấn (là các nghệ sĩ nổi tiếng) có vai trò quan trọng trong việc lập luận và đưa ra đáp án để người chơi có thể tin hay không tin đáp án đó. Ban cố vấn gồm 9 người, được sắp xếp ngẫu nhiên vào bàn cờ ca-rô 3x3 phía trước người chơi và có thể thay đổi sau một số tập. Những người từng tham gia vào vị trí ban cố vấn bao gồm:
| Vai trò trong ban cố vấn: Chính Thay thế |

| Ban bình luận         | Ngày sinh và tuổi | Mùa                  | Mùa                         | Mùa                        | Mùa                |  |
| Ban bình luận         | Ngày sinh và tuổi | 1                    | 2                           | 3                          | 4                  |  |
| --------------------- | ----------------- | -------------------- | --------------------------- | -------------------------- | ------------------ |  |
| Hari Won              | 22 tháng 6, 1985  | Thay thế (tập 1-8)   |                             |                            |                    |  |
| Hồ Quang Hiếu         | 20 tháng 9, 1986  | Chính                | Chính                       |                            |                    |  |
| Nam Thư               | 9 tháng 12, 1987  | Thay thế (tập 17-21) |                             |                            |                    |  |
| Lê Dương Bảo Lâm      | 11 tháng 7, 1989  | Chính                | Chính                       | Chính                      | Chính              |  |
| Jun Phạm              | 24 tháng 7, 1989  | Chính                |                             | Chính                      |                    |  |
| Lâm Vỹ Dạ             | 1 tháng 9, 1989   | Chính                | Thay thế (tập 9, 11)        | Thay thế (tập 10-23)       | Chính              |  |
| BB Trần               | 20 tháng 8, 1990  | Chính                |                             | Chính                      |                    |  |
| Puka                  | 30 tháng 10, 1989 | Chính                | Chính                       | Thay thế (tập 1-10, 15-23) | Chính              |  |
| Huỳnh Lập             | 17 tháng 5, 1993  | Thay thế (tập 1-16)  |                             |                            | Thay thế (tập 1-3) |  |
| Quang Trung           | 19 tháng 3, 1994  | Chính                |                             |                            |                    |  |
| NSƯT Đức Thịnh        | 24 tháng 12, 1975 |                      | Thay thế (tập 10, 12)       |                            |                    |  |
| Lý Nhã Kỳ             | 19 tháng 7, 1982  |                      | Thay thế (tập 1-5)          |                            |                    |  |
| Tú Vi                 | 26 tháng 1, 1986  |                      | Thay thế (tập 10, 12)       |                            |                    |  |
| Khả Như               | 16 tháng 3, 1987  |                      | Chính                       | Chính                      |                    |  |
| Võ Hoàng Yến          | 29 tháng 10, 1988 |                      | Thay thế (tập 1-8)          |                            |                    |  |
| Will                  | 27 tháng 11, 1989 |                      | Thay thế (tập 2, 4)         |                            |                    |  |
| Hoàng Phi             | 7 tháng 12, 1989  |                      | Thay thế (tập 1, 3, 5-14)   |                            |                    |  |
| ST. Sơn Thạch         | 10 tháng 12, 1990 |                      | Chính                       |                            |                    |  |
| Mạc Văn Khoa          | 4 tháng 5, 1992   |                      | Thay thế (tập 1-8, 13-16)   | Chính                      | Chính              |  |
| Cris Phan             | 1 tháng 6, 1993   |                      | Thay thế (tập 9-16)         | Chính                      | Chính              |  |
| Duy Khánh             | 4 tháng 1, 1995   |                      | Thay thế (tập 9, 11, 15-16) | Thay thế (tập 14-23)       |                    |  |
| Vinh Râu              | 21 tháng 4, 1994  |                      | Thay thế (tập 6-8, 13-16)   | Thay thế (tập 7, 9-14)     |                    |  |
| MisThy                | 12 tháng 11, 1995 |                      | Thay thế (tập 9-16)         | Chính                      | Chính              |  |
| Nguyễn Trần Khánh Vân | 25 tháng 2, 1995  |                      |                             | Chính                      | Chính              |  |
| Midu                  | 5 tháng 10, 1989  |                      |                             | Thay thế (10-14)           |                    |  |
| Gin Tuấn Kiệt         | 6 tháng 9, 1994   |                      |                             | Thay thế (17, 18, 21)      | Chính              |  |
| Phương Lan            | 14 tháng 11, 1994 |                      |                             |                            | Chính              |  |
| Phát La               | 28 tháng 2, 1993  |                      |                             |                            | Chính              |  |
| Chí Thiện             | 5 tháng 4, 1988   |                      |                             |                            | Thay thế (tập 4-)  |  |
| Nguyễn Anh Tú         | 30 tháng 8, 1993  |                      |                             |                            | Thay thế (tập 13)- |  |

## Danh sách thí sinh tham gia

### Mùa 1
| Tập | Ngày phát sóng      | Cặp 1            | Cặp 1             | Cặp 2            | Cặp 2           | TK                       |
| --- | ------------------- | ---------------- | ----------------- | ---------------- | --------------- | ------------------------ |
| 1   | 2 tháng 5 năm 2020  | Nam Thư          | Lê Lộc            | Jun Vũ           | Midu            | [ 5 ] [ 6 ]              |
| 2   | 9 tháng 5 năm 2020  | Hải Triều        | Trang Hý          | Gin Tuấn Kiệt    | Thùy Anh        | [ 7 ] [ 8 ] [ 9 ]        |
| 3   | 16 tháng 5 năm 2020 | Đại Nhân         | Will              | Võ Đăng Khoa     | Minh Anh        | [ 10 ] [ 11 ] [ 12 ]     |
| 4   | 23 tháng 5 năm 2020 | Đạt G            | Du Uyên           | Lan Phương       | Phương Lan      | [ 13 ] [ 14 ]            |
| 5   | 30 tháng 5 năm 2020 | Lê Nhân          | Tuyền Tăng        | Trần Anh Huy     | Lan Hương       | [ 15 ] [ 16 ]            |
| 6   | 6 tháng 6 năm 2020  | Phát La          | Trần Xuân Tiến    | Phương Linh      | Ôn Vĩnh Quang   | [ 17 ] [ 18 ] [ 19 ]     |
| 7   | 13 tháng 6 năm 2020 | Fanny Trần       | Gil Lê            | Võ Hoàng Yến     | Oanh Kiều       | [ 20 ] [ 21 ]            |
| 8   | 20 tháng 6 năm 2020 | MisThy           | Khánh Vân         | Minh Trang       | Tăng Phúc       | [ 22 ] [ 23 ]            |
| 9   | 27 tháng 6 năm 2020 | Khả Như          | Vũ Hà             | Hoàng Yến Chibi  | Châu Đăng Khoa  | [ cần dẫn nguồn ] [ 24 ] |
| 10  | 4 tháng 7 năm 2020  | Long Nhật        | Hà Thu            | Suni Hạ Linh     | Han Sara        |                          |
| 11  | 11 tháng 7 năm 2020 | Trương Quỳnh Anh | Quách Ngọc Tuyên  | Dương Thanh Vàng | Quỳnh Hương     | [ 25 ] [ 26 ]            |
| 12  | 18 tháng 7 năm 2020 | Quang Đăng       | Nhung Gumiho      | Hồ Việt Trung    | Hứa Minh Đạt    | [ 27 ] [ 28 ]            |
| 13  | 25 tháng 7 năm 2020 | Elly Trần        | Quân AP           | Will (2)         | Minh Dự         |                          |
| 14  | 1 tháng 8 năm 2020  | Lynk Lee         | Shin Hồng Vịnh    | Khả Ngân         | Thanh Duy       | [ 29 ] [ 30 ]            |
| 15  | 8 tháng 8 năm 2020  | Midu (2)         | An Vy             | Denis Đặng       | Trung Quân      | [ 31 ] [ 32 ]            |
| 16  | 15 tháng 8 năm 2020 | Ngọc Thảo        | MLee              | Hồng Thanh       | Mie             | [ 33 ] [ 34 ]            |
| 17  | 22 tháng 8 năm 2020 | Quốc Khánh       | Cris Phan         | PewPew           | Huỳnh Uyển Ân   | [ 35 ] [ 36 ]            |
| 18  | 29 tháng 8 năm 2020 | Linh Ka          | Lâm Á Hân         | Nguyễn Anh Tú    | Jang Mi         | [ 37 ]                   |
| 19  | 5 tháng 9 năm 2020  | Kiều Trinh       | Nguyễn Hồng Thuận | Ali Hoàng Dương  | Thiều Bảo Trang | [ 38 ]                   |
| 20  | 12 tháng 9 năm 2020 | Don Nguyễn       | Hữu Tín           | Emma Nhất Khanh  | Liz Kim Cương   | [ 39 ]                   |
| 21  | 19 tháng 9 năm 2020 | Thái Trinh       | Bê Trần           | Quỳnh Quỳnh      | Lê Lộc (2)      | [ 40 ]                   |

### Mùa 2
| Tập | Ngày phát sóng      | Cặp 1          | Cặp 1             | Cặp 2          | Cặp 2                   | TK                         |
| --- | ------------------- | -------------- | ----------------- | -------------- | ----------------------- | -------------------------- |
| 1   | 21 tháng 3 năm 2021 | Thanh Châu     | Tuấn Tú           | Việt Mỹ        | Diễm My                 | [ 4 ] [ 41 ] [ 42 ] [ 43 ] |
| 2   | 28 tháng 3 năm 2021 | Huyền Diệu     | Duy Hải (Hải Vót) | Hạ Long        | Trí Khánh               |                            |
| 3   | 4 tháng 4 năm 2021  | Thảo Nhi       | Hiếu Nhi          | Sơn Tây        | Trung Vũ                | [ 44 ]                     |
| 4   | 11 tháng 4 năm 2021 | Thu Thảo       | Nhã Dinh          | Anh Thư        | Hoàng Khôi              |                            |
| 5   | 18 tháng 4 năm 2021 | Quỳnh Phương   | Thanh Tùng        | Tuyết Trâm     | Phong Hào               |                            |
| 6   | 25 tháng 4 năm 2021 | Lily Phạm      | Gia Huy           | Bảo Châu       | Xuân Huy (Huy Quần Hoa) |                            |
| 7   | 2 tháng 5 năm 2021  | Đặng Thu Huyền | Kỳ Anh            | Thảo Ly        | Hùng Bá                 | [ 45 ]                     |
| 8   | 9 tháng 5 năm 2021  | Thủy Tiên      | Hồ Thanh Phong    | Bảo Hân        | Nguyễn Hải              |                            |
| 9   | 16 tháng 5 năm 2021 | Anh Thư        | Hùng Trí          | Thu Lương      | Hữu Trường              |                            |
| 10  | 23 tháng 5 năm 2021 | Hậu Giang      | Thành Kiên        | Vân Anh        | Đăng Quân               |                            |
| 11  | 30 tháng 5 năm 2021 | Ngọc Thảo      | Thanh Thân        | Lê Thành Vân   | Trung Tín               | [ 46 ]                     |
| 12  | 6 tháng 6 năm 2021  | Bảo Nhi        | Thành Đạt         | Diễm My        | Anh Quân                | [ 47 ] [ 48 ]              |
| 13  | 13 tháng 6 năm 2021 | Trúc Chi       | Hoài Đẳng         | Huệ Như        | Mai Quỳnh Anh           | [ 49 ]                     |
| 14  | 20 tháng 6 năm 2021 | Huyền Diệu     | Hồng Nhung        | Ny Nguyễn      | Thanh Thảo              |                            |
| 15  | 27 tháng 6 năm 2021 | Thân Tam Thảo  | Thành Nam         | Thảo Vy        | Viết Hà                 | [ 50 ] [ 51 ]              |
| 16  | 4 tháng 7 năm 2021  | Diễm Trần      | Quang Cường       | Đàm Băng Nhi   | Kem Kabi                | [ 52 ]                     |
| 17  | 11 tháng 7 năm 2021 | Tổng kết mùa 2 | Tổng kết mùa 2    | Tổng kết mùa 2 | Tổng kết mùa 2          | Tổng kết mùa 2             |
| 18  | 18 tháng 7 năm 2021 | Tổng kết mùa 2 | Tổng kết mùa 2    | Tổng kết mùa 2 | Tổng kết mùa 2          | Tổng kết mùa 2             |

### Mùa 3
| Tập | Ngày phát sóng      | Cặp 1                 | Cặp 1                        | Cặp 2                       | Cặp 2                 | TK                   |
| --- | ------------------- | --------------------- | ---------------------------- | --------------------------- | --------------------- | -------------------- |
| 1   | 9 tháng 1 năm 2022  | Nguyễn Thị Ngân       | Nguyễn Duy Phong             | Nguyễn Thị Thảo             | Nguyễn Như Thuần      | [ 53 ] [ 54 ] [ 55 ] |
| 2   | 16 tháng 1 năm 2022 | Trâm Ngô              | Trung Hiếu                   | Quỳnh Anh                   | Dương Huyền Trân      | [ 56 ]               |
| 3   | 23 tháng 1 năm 2022 | Phương Thảo (Gia Hân) | Trần Tuấn Đạt (Thầy Beo U40) | Phương Thảo                 | Cao Thảo              | [ 57 ] [ 58 ]        |
| 4   | 30 tháng 1 năm 2022 | Bích Đông             | Ngọc Châu                    | Bảo An                      | Gia Khiêm             | [ 59 ]               |
| 5   | 6 tháng 2 năm 2022  | Nguyễn Thành Dân      | Nguyễn Đức Trung             | Phan Anh Tú                 | Thanh Mèo             | [ 60 ] [ 61 ]        |
| 6   | 13 tháng 2 năm 2022 | Khánh Ly              | Việt Khoa                    | Bùi Thảo Ly                 | Chí Thành             | [ 62 ]               |
| 7   | 20 tháng 2 năm 2022 | Uyên Nhi              | Đức Anh                      | Trần Thị Hồng               | Lê Thiên Duy          | [ 63 ]               |
| 8   | 27 tháng 2 năm 2022 | Phan Nguyễn Caca      | Nguyên Ngọc                  | Kim Chi                     | Thanh Tâm             | [ 64 ]               |
| 9   | 06 tháng 3 năm 2022 | Đức Anh               | Dương Phúc                   | Xoài Non                    | Trần Nhậm             |                      |
| 10  | 13 tháng 3 năm 2022 | Vân Anh               | Hồng Ngọc                    | Ngọc Nhi                    | Ngọc Anh              | [ 65 ]               |
| 11  | 20 tháng 3 năm 2022 | Minh Trân             | Nhật Quang                   | Lê Bống                     | Tuấn Vinh (Vinh Gấu)  |                      |
| 12  | 27 tháng 3 năm 2022 | Nhung Gumiho (2)      | Phương Mỹ Chi                | Thúy Đoàn (Đoàn Thúy)       | Thu Trang (Trang Nơ)  | [ 66 ]               |
| 13  | 3 tháng 4 năm 2022  | Quỳnh Thi             | Ty Lê                        | Quyên Qui                   | Thùy Dương            | [ 67 ]               |
| 14  | 10 tháng 4 năm 2022 | Huyền Trang           | Tiến Đạt                     | Anh Thư                     | Chiến Chinh           |                      |
| 15  | 17 tháng 4 năm 2022 | Dumi                  | Hoàng Bách                   | Tristy Lai (Lại Ngọc Trang) | Lương Chí Diễn        | [ 68 ]               |
| 16  | 24 tháng 4 năm 2022 | Ngọc Ánh              | Như Phương                   | Trâm Bùi                    | Trùng Dương           |                      |
| 17  | 1 tháng 5 năm 2022  | Việt Trúc             | Quang Minh                   | Lan Hương                   | Ngô Thanh Sĩ          | [ 69 ]               |
| 18  | 8 tháng 5 năm 2022  | Mỹ Xuân               | Nguyễn Hải (2)               | Thanh Linh                  | Minh Tuyền            | [ 70 ]               |
| 19  | 15 tháng 5 năm 2022 | Trâm Anh              | Phương Dung                  | Gia Long                    | Nhật Kỳ               |                      |
| 20  | 22 tháng 5 năm 2022 | Thanh Trần            | Khánh Đặng                   | Minh Nguyệt                 | Leo (Quốc Thắng)      |                      |
| 21  | 29 tháng 5 năm 2022 | Đông Thy              | Phương Linh                  | Nguyễn Gia Linh             | Đỗ Kim Phúc           |                      |
| 22  | 05 tháng 6 năm 2022 | Hoàng Yến             | Trung Hiếu                   | Trần Vân                    | Hải Vót (Duy Hải) (2) |                      |
| 23  | 12 tháng 6 năm 2022 | Thảo Vy (Vy Pumpe)    | Cindy Lư                     | Khả Ngân (2)                | MLee (2)              | [ 71 ]               |

### Mùa 4
| Tập | Ngày phát sóng      | Cặp 1               | Cặp 1              | Cặp 2              | Cặp 2               | TK            |
| --- | ------------------- | ------------------- | ------------------ | ------------------ | ------------------- | ------------- |
| 1   | 05 tháng 3 năm 2023 | Fanny Trần (2)      | Đạt Long Vinh      | Diệu Kiên          | Trần Xuân Tiến (2)  | [ 72 ] [ 73 ] |
| 2   | 12 tháng 3 năm 2023 | Ceri Thu Hà         | Hữu Đằng           | Ngô Đức Hải        | Jenna Anh Phương    |               |
| 3   | 19 tháng 3 năm 2023 | Thanh Mèo (2)       | Lương Chí Diễn (2) | Thu Trà (Trà Đặng) | Minh Trâm (Trâm Đô) |               |
| 4   | 26 tháng 3 năm 2023 | Hynee               | Lân Jee            | Vũ Trần Kim Nhã    | Nguyễn Anh Tú (2)   |               |
| 5   | 02 tháng 4 năm 2023 | Nguyễn Gia Linh (2) | Phát Hồ            | Trịnh Thảo         | NB3 Hoài Bảo        |               |
| 6   | 09 tháng 4 năm 2023 | Phạm Đình Thái Ngân | Nguyễn Huy         | Nguyễn Đình Vũ     | TLong               |               |
| 7   | 16 tháng 4 năm 2023 | Mina Young          | Lê Thị Khánh Huyền | Trần Kim Nhã       | Phạm Lịch           |               |
| 8   | 23 tháng 4 năm 2023 | Mèo Sao Hoả         | Tony Việt          | Dung Hoàng Phạm    | Bi Max (Đăng Khoa)  |               |
| 9   | 30 tháng 4 năm 2023 | Thái Trinh (2)      | Bùi Trường Linh    | Uyên Nhi (2)       | Lê Bống (2)         |               |
| 10  | 07 tháng 5 năm 2023 | Phương Linh         | Roy Nguyễn         | Thùy Dung          | Thành Đạt           |               |
| 11  | 14 tháng 5 năm 2023 | Phát Huy T4         | Ngô Lan Hương      | Tăng Thành Công    | Thành Khôn          |               |
| 12  | 21 tháng 5 năm 2023 | Lưu Hiền Trinh      | Lê Nhân            | Tino               | Đỗ Thành Duy        |               |
| 13  | 28 tháng 5 năm 2023 | Lala Trần           | Dee Trần           | VAnh               | Đinh Tùng Huy       |               |
| 14  | 04 tháng 6 năm 2023 | Thanh Vy            | Nhi Nhi            | Nhung Gumiho (3)   | Du Uyên (2)         |               |
| 15  | 11 tháng 6 năm 2023 | Kiều Trinh (2)      | Hải Nam            | Trà Ngọc           | Tống Hạo Nhiên      |               |
| 16  | 18 tháng 6 năm 2023 | Tiến Tới            | Ngọc Kara          | Thiện Nhân         | Lương Minh Trang    |               |

## Tranh cãi
Tập 10 của mùa 3 gây tranh cãi khi đưa ra rằng ca khúc Lalisa của Lisa là video ca nhạc đạt kỷ lục Guinness thế giới trong một câu hỏi tại vòng đấu loại đầu tiên. Chưa dừng lại ở đó, câu hỏi đưa ra còn bị viết sai chính tả. Sau đó, nhà sản xuất chương trình đã gửi lời xin lỗi trên fanpage, theo đó họ thừa nhận sơ suất trong việc soạn thảo câu hỏi dẫn đến phần đáp án gây tranh cãi.
Bên cạnh đó, nhiều người chơi khi tham gia chương trình bị chỉ trích vì thái độ trên truyền hình, chẳng hạn như Bùi Thảo Ly (Ciin), Trần Thanh Tâm...